# Blue Lines
Albums de Massive Attack
Protection
(1994)
Singles
1. Daydreaming
Sortie : 15 octobre 1990
2. Unfinished Sympathy
Sortie : 11 février 1991
3. Safe from Harm
Sortie : 27 mai 1991
4. Hymn of the Big Wheel"/"Be Thankful for What You've Got (a.k.a. Massive Attack E.P.)
Sortie : 10 février 1992

Blue Lines est le premier album du groupe de trip hop britannique Massive Attack, sorti le 8 avril 1991 et comprenant neuf titres. L'album est considéré comme le premier album de trip hop, cependant le terme n'a pas été utilisé jusqu'en 1994. Une fusion de la musique électronique, hip hop, dub, soul des années 70 et reggae, il a établi Massive Attack comme l'un des groupes britanniques les plus novateurs des années 1990 et le fondateur du Bristol Sound.

## Réception par la critique
Jean-Daniel Beauvallet considère que, « dans la musique anglaise, il y a un avant et un après Blue Lines, album fondamental de 1991. Un disque-constat, postmoderne, qui affirme que le futur s'écrira désormais sur les décombres du passé. ».

## Pochette
La pochette représente un pictogramme rouge "gaz inflammable" anglais (flammable gas) sur fond marron clair. Le nom du groupe est en surimpression avec une police imposante tandis que le titre de l'album est ajouté au panneau en diagonale et avec une police beaucoup plus discrète. Le code barre est présent sur le recto de la pochette, en haut à droite. La police utilisée sur la pochette est Helvetica Black Oblique. À la sortie de l'album, le nom du groupe sur la pochette n’est pas "Massive Attack" mais "Massive" tout court ; certains mots sensibles ayant été interdits pour cause de première guerre du Golfe.

## Titres
Toutes les chansons sont écrites et composées par Massive Attack (Robert Del Naja, Grant Marshall et Andrew Vowles), sauf mention du contraire.
| 1.    | Safe from Harm (sample de Stratus de Billy Cobham)                                                | Massive Attack + S. Nelson et W. Cobham                                      | 5:18 |
| 2.    | One Love (sample de You Know, You Know par Mahavishnu Orchestra et Ike's Mood I de Isaac Hayes)   | Massive Attack + Horace Andy et C. J. Williams                               | 4:48 |
| 3.    | Blue Lines (sample de Sneakin' in the Back par Tom Scott)                                         | Massive Attack + A. Thaws                                                    | 4:21 |
| 4.    | Be Thankful For What You've Got                                                                   | William DeVaughn                                                             | 4:09 |
| 5.    | Five Man Army (sample de I'm Glad You're Mine par Al Green et Five Man Dubb par Lewin Bones Lock) | Massive Attack + A. Thaws et C. Williams                                     | 6:04 |
| 6.    | Unfinished Sympathy (sample de Planetary Citizen par Mahavishnu Orchestra)                        | Massive Attack + J. Sharp et Nelson                                          | 5:08 |
| 7.    | Daydreaming (sample de Mambo par Wally Badarou)                                                   | Massive Attack + W. Badarou et A. Thaws                                      | 4:14 |
| 8.    | Lately (sample de Mellow Mellow Right On de Lowrell et Joy par Isaac Hayes)                       | Massive Attack + S. Nelson, G. Redmond, L. Brownlee, J. Simon et F. E. Simon | 4:26 |
| 9.    | Hymn Of The Big Wheel                                                                             | Massive Attack + Neneh Cherry et H. Andy                                     | 6:36 |
| 45:09 |                                                                                                   |                                                                              |      |

## Singles
Unfinished Sympathy est interprétée par Shara Nelson. Ce single se classera à la 13e position au Royaume-Uni.

## Cinéma et télévision
La chanson Hymn Of The Big Wheel a été utilisée en 2008 dans le film L'Aube du monde réalisé par le franco-irakien Abbas Fahdel.